# Pachyopsis nomanus
Pachyopsis nomanus är en insektsart som beskrevs av Blocker 1982. Pachyopsis nomanus ingår i släktet Pachyopsis och familjen dvärgstritar. Inga underarter finns listade i Catalogue of Life.